# Paulo Rocha (Regisseur)
Paulo Soares da Rocha (* 22. Dezember 1935 in Porto; † 29. Dezember 2012 in Vila Nova de Gaia) war ein portugiesischer Filmregisseur.

## Werdegang
Während seines Studiums der Rechtswissenschaften in Lissabon war er in Filmklubs aktiv. Von 1959 bis 1961 lebte er in Paris, wo er an der Filmhochschule IDHEC ein Regiestudium abschließt. Er arbeitete mit Jean Renoir bei Le caporal épinglé („Der Corporal in der Schlinge“, 1962) und mit Manoel de Oliveira bei Acto da Primavera (1963).
Mit seinem ersten Film Os Verdes Anos („Die grünen Jahre“) legte er 1963 das erste Werk des aufkommenden Novo Cinema vor, produziert von António da Cunha Telles, mit Musik von Carlos Paredes und mit Rui Gomes, Isabel Ruth und Ruy Furtado in den Hauptrollen. Der Film gewann u. a. den Preis für das beste Erstlingswerk beim Filmfestival von Locarno.
Rocha war 1969 Mitbegründer des Centro Português de Cinema, dessen Vorsitz er 1973/1974 innehatte. Von 1975 bis 1983 lebte er in Japan, wo er u. a. Kulturattaché an der portugiesischen Botschaft war.

## Filmografie
- 1963: Die grünen Jahre (Os Verdes Anos)
- 1966: Das Leben ändern (Mudar de Vida)
- 1971: Sever do Vouga… Uma Experiência (Kurzfilm)
- 1971: A Pousada das Chagas (Kurzfilm)
- 1982: Insel der Liebe (A Ilha dos Amores)
- 1984: A Ilha de Moraes (Dokumentarfilm)
- 1988: O Desejado
- 1989: Máscara de Aço contra Abismo Azul (Fernsehfilm)
- 1993: Portugaru San – O Sr. Portugal em Tokushima (in Videotechnik)
- 1993–1995: Cinéma, de notre temps (Fernsehserie, zwei Folgen: Oliveira l'architecte 1993 und Shohei Imamura, le libre penseur 1995)
- 1998: Der goldene Fluss (O Rio do Ouro)
- 1998: Camões – Tanta Guerra, Tanto Engano (in Videotechnik)
- 2000: Die Wurzel des Herzens (A Raíz do Coração)
- 2001: As Sereias (Kurzfilm, Dokumentarfilm)
- 2004: Vanitas
- 2011: Olhos Vermelhos
- 2013: Se Eu Fosse Ladrão, Roubava